# تشنغدو
تشنغدو، أو تشنجدو، أحد أهم وأكبر مدن الصين. تقع المدينة في الجنوب الغرب من البلاد في قطاع سيشوان كما أنها عاصمة المقطاعة. تشنغدو هي أحد أهم المراكز التجارية والنقل والاتصالات في البلاد. ووفقاً لأحد التقيمات، تم اختيار المدينة أنسب مكان للاستثمار عام 2007.

## المناخ
يظهر الجدول التالي التغييرات المناخية على مدار السنة لتشنغدو:
| البيانات المناخية لـتشنغدو                                                                   | البيانات المناخية لـتشنغدو | البيانات المناخية لـتشنغدو | البيانات المناخية لـتشنغدو | البيانات المناخية لـتشنغدو | البيانات المناخية لـتشنغدو | البيانات المناخية لـتشنغدو | البيانات المناخية لـتشنغدو | البيانات المناخية لـتشنغدو | البيانات المناخية لـتشنغدو | البيانات المناخية لـتشنغدو | البيانات المناخية لـتشنغدو | البيانات المناخية لـتشنغدو | البيانات المناخية لـتشنغدو |
| الشهر                                                                                        | يناير                      | فبراير                     | مارس                       | أبريل                      | مايو                       | يونيو                      | يوليو                      | أغسطس                      | سبتمبر                     | أكتوبر                     | نوفمبر                     | ديسمبر                     | المعدل السنوي              |
| -------------------------------------------------------------------------------------------- | -------------------------- | -------------------------- | -------------------------- | -------------------------- | -------------------------- | -------------------------- | -------------------------- | -------------------------- | -------------------------- | -------------------------- | -------------------------- | -------------------------- | -------------------------- |
| الدرجة القصوى °م (°ف)                                                                        | 18.9 (66.0)                | 24.0 (75.2)                | 31.8 (89.2)                | 32.5 (90.5)                | 35.2 (95.4)                | 37.5 (99.5)                | 37.3 (99.1)                | 36.6 (97.9)                | 36.2 (97.2)                | 30.1 (86.2)                | 26.2 (79.2)                | 18.4 (65.1)                | 37.5 (99.5)                |
| متوسط درجة الحرارة الكبرى °م (°ف)                                                            | 9.4 (48.9)                 | 11.8 (53.2)                | 16.3 (61.3)                | 21.9 (71.4)                | 26.6 (79.9)                | 28.1 (82.6)                | 29.8 (85.6)                | 29.6 (85.3)                | 25.8 (78.4)                | 20.9 (69.6)                | 16.3 (61.3)                | 10.7 (51.3)                | 20.6 (69.1)                |
| المتوسط اليومي °م (°ف)                                                                       | 5.6 (42.1)                 | 7.9 (46.2)                 | 11.5 (52.7)                | 16.6 (61.9)                | 21.3 (70.3)                | 23.8 (74.8)                | 25.4 (77.7)                | 24.9 (76.8)                | 21.6 (70.9)                | 17.2 (63.0)                | 12.4 (54.3)                | 7.1 (44.8)                 | 16.3 (61.3)                |
| متوسط درجة الحرارة الصغرى °م (°ف)                                                            | 2.9 (37.2)                 | 5.1 (41.2)                 | 8.1 (46.6)                 | 12.7 (54.9)                | 17.3 (63.1)                | 20.6 (69.1)                | 22.2 (72.0)                | 21.7 (71.1)                | 18.9 (66.0)                | 14.8 (58.6)                | 9.8 (49.6)                 | 4.5 (40.1)                 | 13.2 (55.8)                |
| أدنى درجة حرارة °م (°ف)                                                                      | −4.6 (23.7)                | −2.6 (27.3)                | −1.8 (28.8)                | 4.0 (39.2)                 | 6.3 (43.3)                 | 14.2 (57.6)                | 16.6 (61.9)                | 16.0 (60.8)                | 12.2 (54.0)                | 3.1 (37.6)                 | 0.2 (32.4)                 | −4.1 (24.6)                | −4.6 (23.7)                |
| الهطول مم (إنش)                                                                              | 8.9 (0.35)                 | 12.9 (0.51)                | 22.4 (0.88)                | 47.6 (1.87)                | 76.9 (3.03)                | 114.3 (4.50)               | 208.1 (8.19)               | 197.2 (7.76)               | 111.0 (4.37)               | 35.5 (1.40)                | 14.8 (0.58)                | 6.1 (0.24)                 | 855.7 (33.68)              |
| متوسط أيام هطول الأمطار (≥ 0.1 mm)                                                           | 7.0                        | 8.5                        | 10.9                       | 13.0                       | 14.7                       | 15.2                       | 17.6                       | 15.8                       | 15.6                       | 13.1                       | 7.7                        | 5.2                        | 144.3                      |
| متوسط الرطوبة النسبية (%)                                                                    | 85                         | 83                         | 81                         | 80                         | 77                         | 82                         | 86                         | 86                         | 85                         | 85                         | 84                         | 85                         | 83                         |
| ساعات سطوع الشمس الشهرية                                                                     | 53.3                       | 51.4                       | 83.1                       | 113.9                      | 121.7                      | 117.2                      | 131.9                      | 155.0                      | 77.6                       | 59.4                       | 57.2                       | 51.6                       | 1٬073٫3                    |
| نسبة وصول أشعة الشمس                                                                         | 17                         | 17                         | 23                         | 30                         | 29                         | 28                         | 31                         | 38                         | 21                         | 17                         | 18                         | 16                         | 24                         |
| المصدر #1: China Meteorological Data Service Center                                          |                            |                            |                            |                            |                            |                            |                            |                            |                            |                            |                            |                            |                            |
| المصدر #2: China Meteorological Administration(precipitation days, sunshine hours 1971–2000) |                            |                            |                            |                            |                            |                            |                            |                            |                            |                            |                            |                            |                            |

## توأمة
لتشنغدو اتفاقيات توأمة مع كل من:
- لينتس (6 يوليو 1983 - )[54]
- مونبلييه (22 يونيو 1981 - )[55]
- فولغوغراد (27 مايو 2011 - )[56]
- باليرمو (3 ديسمبر 1999 - )[57]
- كوفو (27 سبتمبر 1984 - )[58]
- ليوبليانا (25 أكتوبر 1981 - )[59]
- سانت بطرسبرغ
- وينيبيغ (25 فبراير 1988 - )[60]
- كوبلنتس
- ميدان (17 ديسمبر 2002 - )[61]
- فينيكس (13 مارس 1987 - )[62]
- ميشيلين (25 سبتمبر 1993 - )[63]
- نوكسفيل
- وودج (29 يونيو 2015 - )[64]
- لفيف (10 مايو 2017 - )[65]
- سابوبان (2015 - )[66]
- شفيلد (23 مارس 2010 - )[67]
- ريسيفي (30 سبتمبر 2016 - )[68]
- برث (24 نوفمبر 2010 - )[69]
- مابوتو (27 مارس 2018 - )[70]
- ماستريخت (13 سبتمبر 2012 - )[71]
- لوانغ برابانغ (27 أكتوبر 2016 - )[72]
- لاهور (أبريل 2015 - )[73]
- لابلاتا (31 يناير 2018 - )[74]
- كاتماندو (29 أبريل 2016 - )[75]
- هورسينس (5 أغسطس 2013 - )[76]
- هونولولو (14 سبتمبر 2011 - )[77]
- هاميلتون (26 أغسطس 2014 - )[78]
- حيفا (25 نوفمبر 2013 - )[79]
- غوميل (30 أغسطس 2018 - )[80]
- غيمتشون (7 نوفمبر 2000 - )[81]
- برابانت فلاماند (27 مايو 2011 - )[82]
- فاس (29 ديسمبر 2015 - )[83]
- مقاطعة فينغال (2014 - )[84]
- دالارنا (27 أبريل 2004 - )[85]
- دايغو (10 نوفمبر 2015 - )[86]
- تشيانغ مي (2013 - )[87]
- بون (10 سبتمبر 2009 - )[88]
- بنغالور (23 أكتوبر 2013 - )[89]
- إزمير (6 سبتمبر 2019 - )[90]

## صور

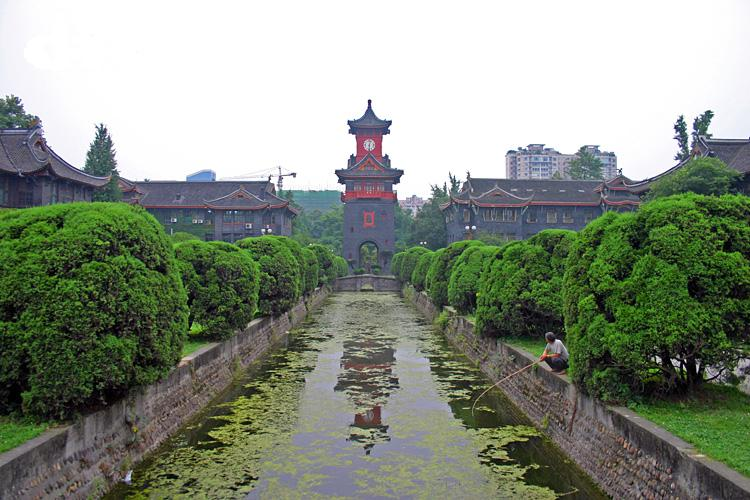
جامعة سيشوان
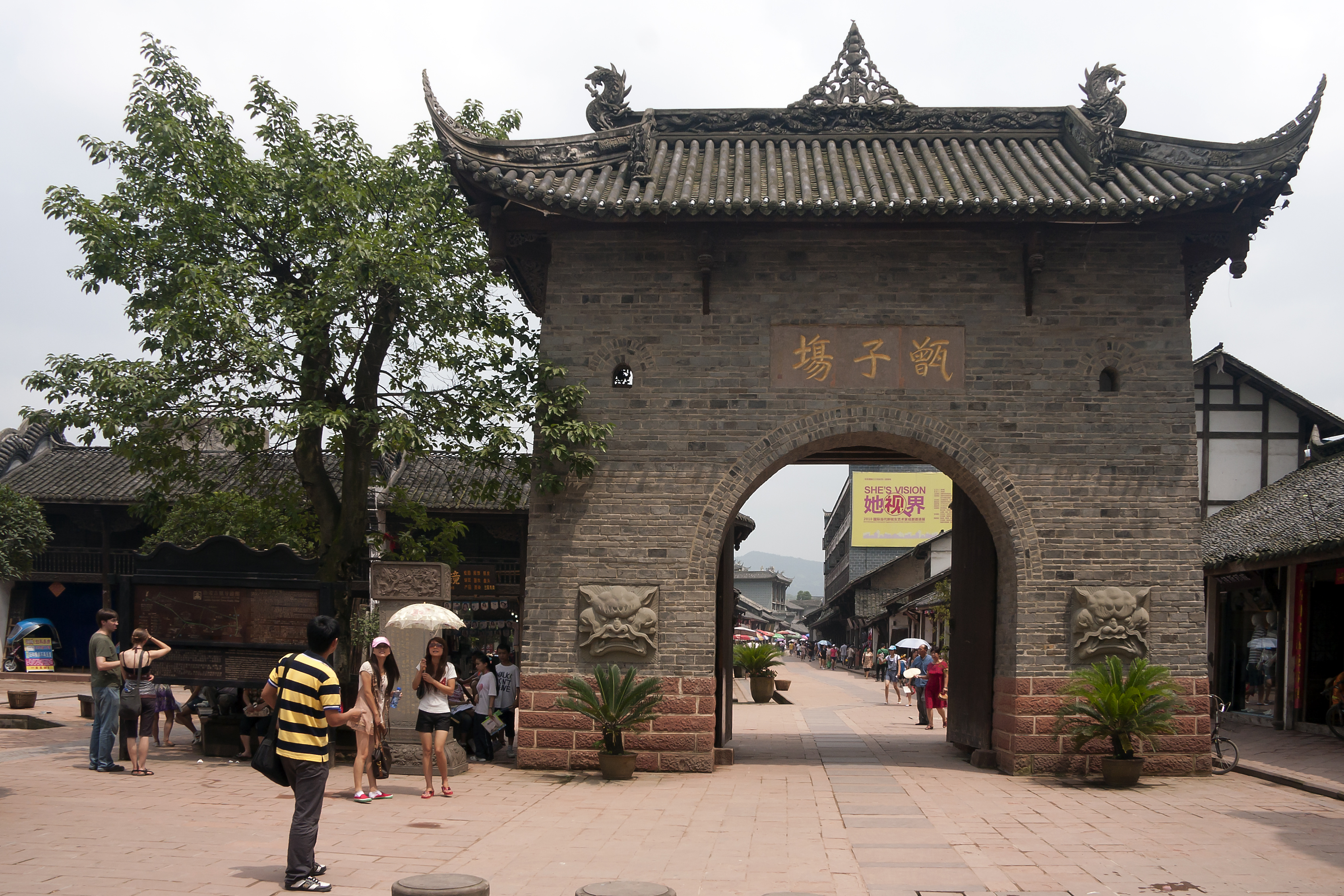
المدينة القديمة في ليوداي
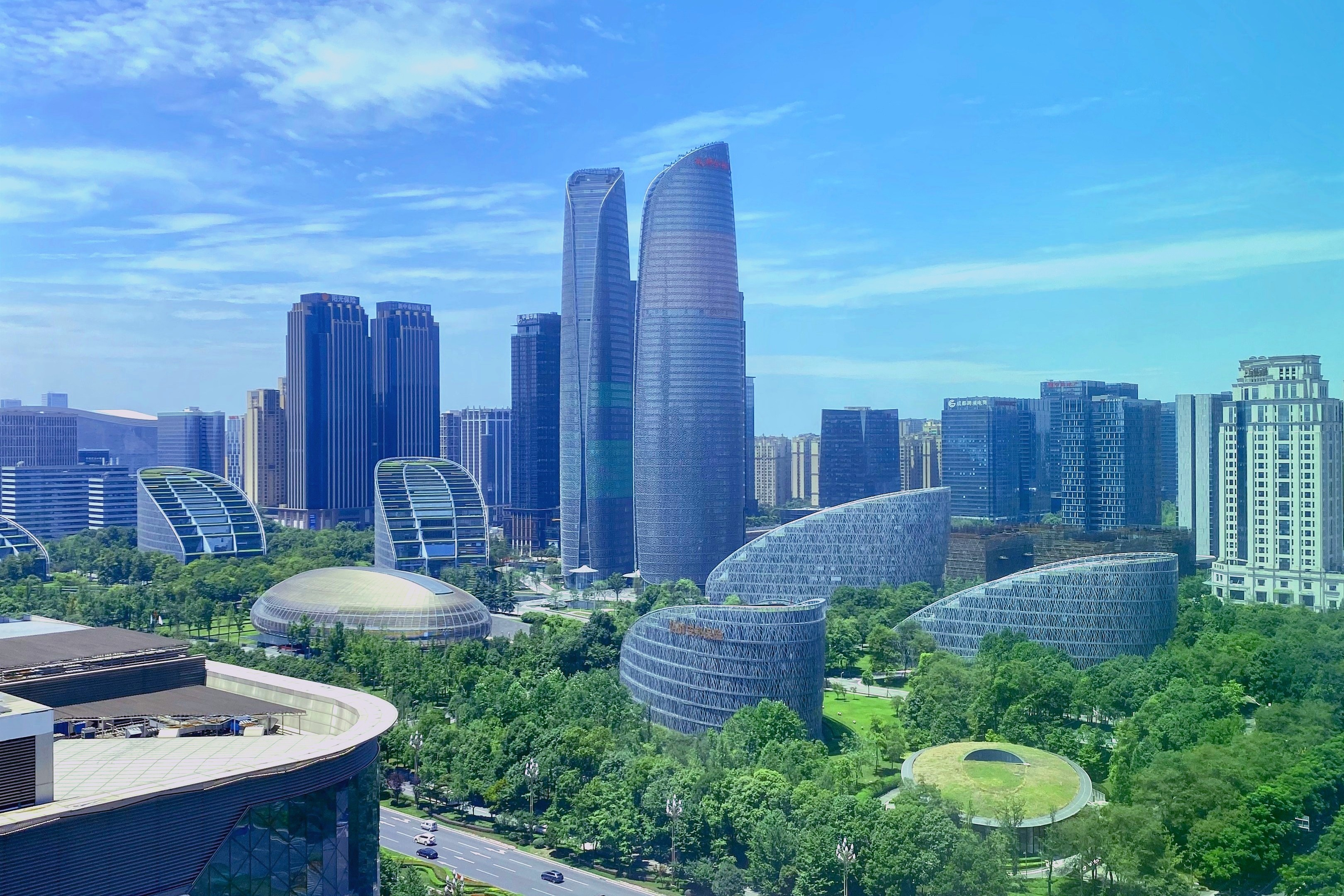
المركز المالي تيانفو
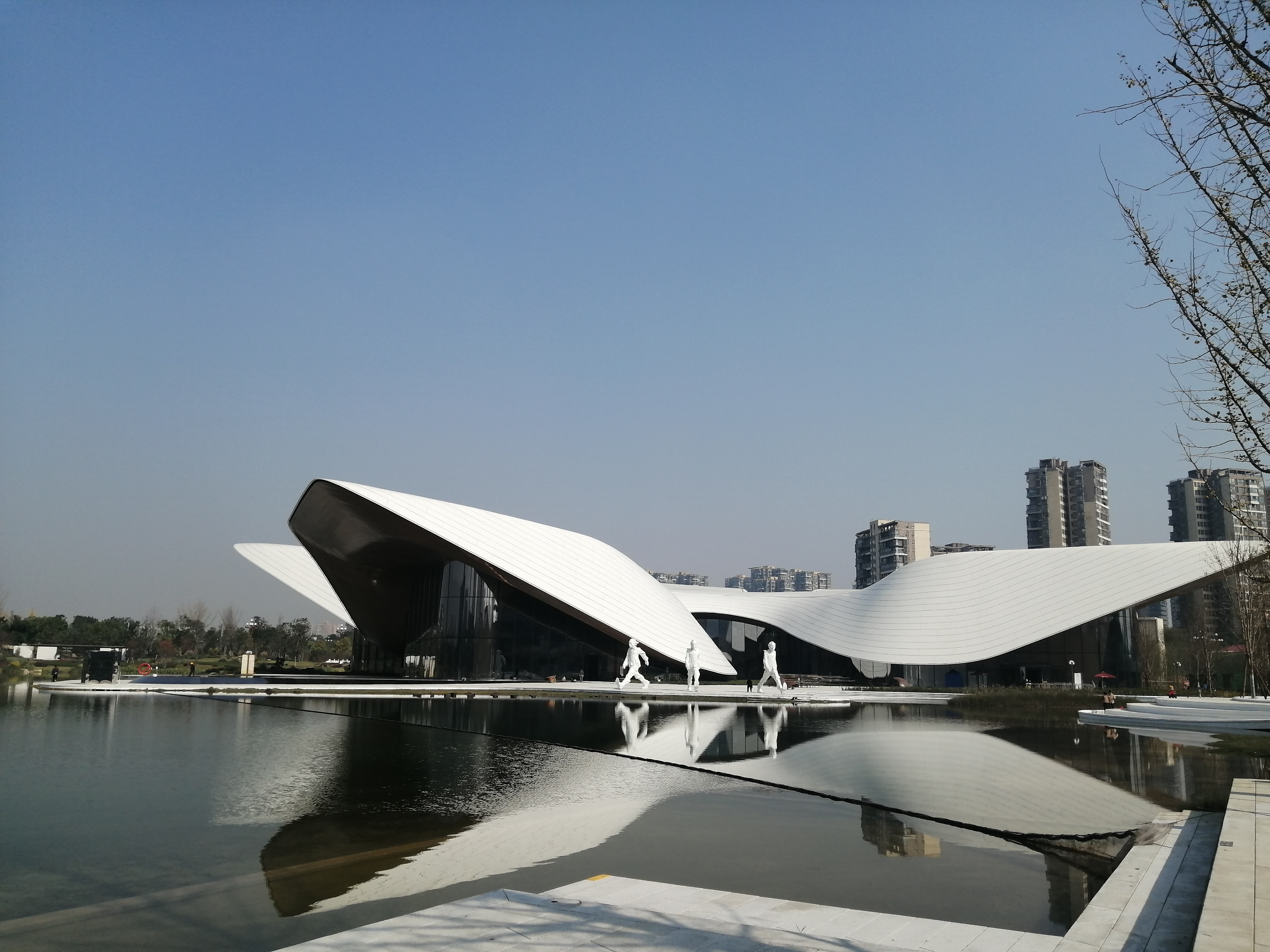
متحف تشنغدو تيانفو

## أعلام
- ديريك بارفيت
- تشينج جي
- باي لينغ
- شياو يانغ
- يان زي
- با جين